# Jeremy Hall
Jeremy Hall  (Tampa, Florida; 11 de septiembre de 1988) es un exfutbolista y entrenador estadounidense. Jugaba de centrocampista y fue seleccionado de Puerto Rico entre 2016 y 2018.

## Trayectoria
Hall empezó su carrera futbolística con la Universidad de Maryland en 2005, donde se convirtió en unos de los mejores futbolistas del fútbol colegial de Estados Unidos. En tres temporadas en Maryland participó en 66 partidos convirtiendo 26 goles y repartiendo 14 asistencias.

### Fútbol Profesional
Tras su paso colegial, Hall fue fichado por Major League Soccer y elegido por Red Bull New York en el 2009.  Hall es un jugador polivalente que ha jugado en varias posiciones en el mediocampo y también como lateral derecho.

## Selección nacional
Jeremy Hall ha representado los Estados Unidos a nivel Sub-17 y Sub-20. Formó parte de la selección Sub-17 que participó en el Mundial Sub-17 de Perú.

## Clubes
| Club                   | País           | Año         |
| ---------------------- | -------------- | ----------- |
| New York Red Bulls     | Estados Unidos | 2009 - 2010 |
| Portland Timbers       | Estados Unidos | 2011        |
| FC Dallas              | Estados Unidos | 2011        |
| Toronto FC             | Canadá         | 2012 - 2014 |
| Wilmington Hammerheads | Estados Unidos | 2014        |
| New England Revolution | Estados Unidos | 2015        |
| Tampa Bay Rowdies      | Estados Unidos | 2016        |
| Sacramento Republic    | Estados Unidos | 2016        |
| Sacramento Republic    | Estados Unidos | 2017-2018   |
| 1812 FC Barrie         | Canadá         | 2021        |

- Datos: Q938595
- Multimedia: Jeremy Hall / Q938595